# Manfred Mautner Markhof junior
Manfred Mautner Markhof junior (* 6. Februar 1927 in Wien; † 7. Jänner 2008 ebenda) war wie sein Vater Manfred Mautner Markhof senior ein österreichischer Industrieller und Politiker aus der Unternehmerfamilie Mautner Markhof.

## Leben
Nach dem Besuch des Wiener Schottengymnasiums studierte er an der Hochschule für Welthandel und der Universität Wien, sowie am Bowdoin College in Brunswick (Maine) in den USA. 1969 wurde er mit dem Ehrendoktorat der University of Redlands geehrt.
1949 trat er in die Brauerei Schwechat ein, kam 1957 in den Vorstand und wurde 1972 dessen Vorsitzender. Nach der Übernahme der Schwechater Brauerei durch die Brau AG im Jahr 1978 wurde er deren stellvertretender Vorstandsvorsitzender.
In seiner Zeit bei der Schwechater Brauerei wurde das Unternehmen 1967 erster Trikotsponsor beim FK Austria Wien und damit überhaupt erster Trikotsponsor in der österreichischen Fußball-Liga. Mautner Markhof stellte als Austria-Präsident bis 1971 die entsprechende Verbindung zwischen Klub und Unternehmen dar.
Politisch war er seit 1958 im Wirtschaftsbund tätig – ebenso wie in der Wirtschaftskammer (Vizepräsident). Auch in der Industriellenvereinigung war er von 1980 bis 1989 als Präsident der Wiener Landesgruppe tätig. Von 1983 bis 1999 hatte er auch für die ÖVP einen Sitz im Bundesrat inne.
1963 wurde er der erste Präsident des neu gegründeten WWF Österreich.
Manfred Mautner Markhof (II) war seit 1951 mit Margherita Mautner Markhof, geb. Gräfin Cassis-Faraone (Möbelfabrikantin in Udine und Aufsichtsrätin einer Versicherungsgesellschaft), verheiratet. Sie hatten 4 Kinder, darunter Manfred Leo Mautner Markhof (III) und Theodor Mautner Markhof.

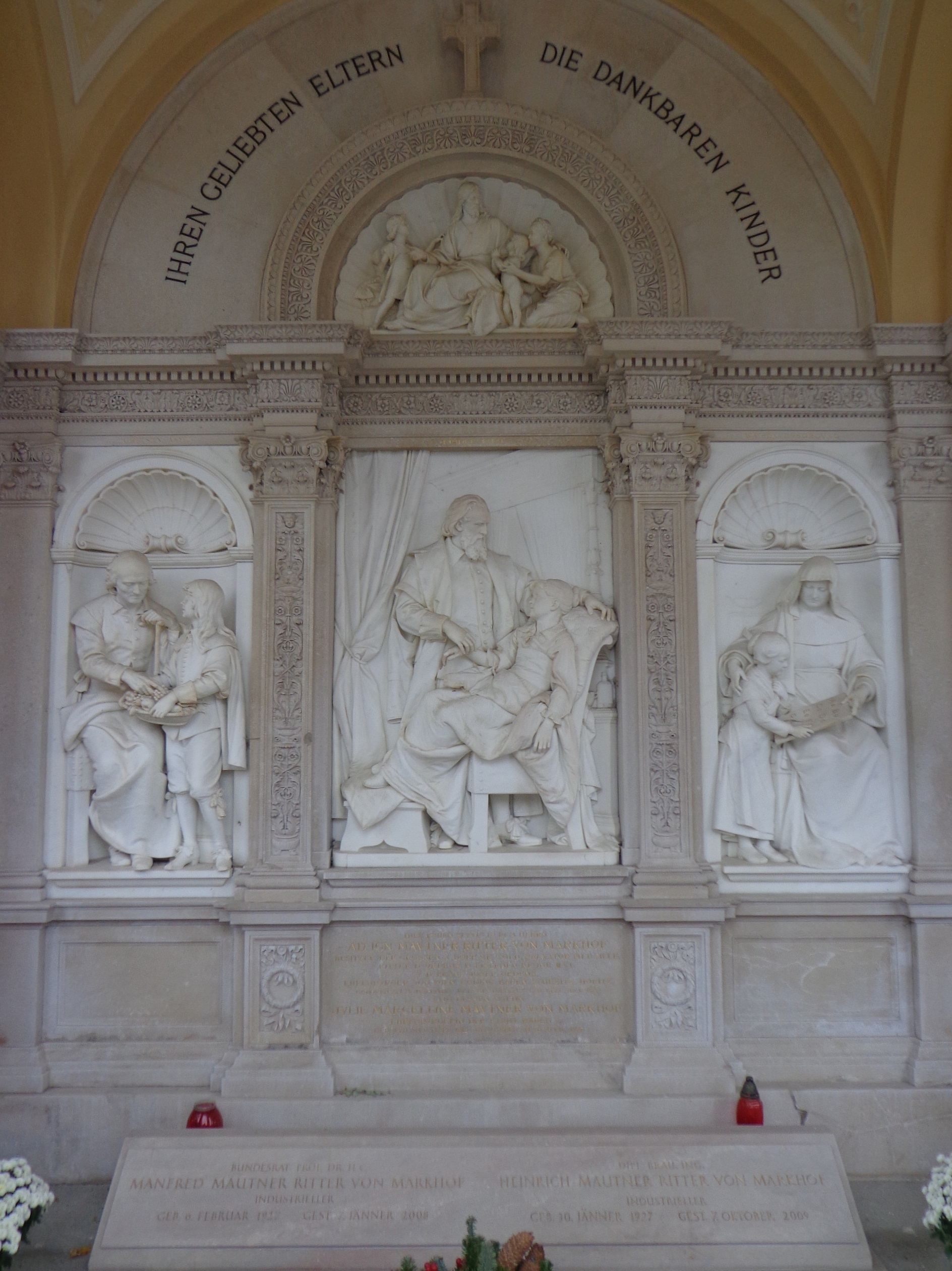
Ruhestätte der Familie Mautner Markhof auf dem Wiener Zentralfriedhof.

Georg Mautner Markhof, früherer „Clanchef“ des Familienunternehmens nach Manfred sen. (I), war zu Manfred jun. (II) Cousin 2. Grades. Georg Mautner Markhof hat 1996 an seinen Sohn Marcus Mautner Markhof (auch: Markus) übergeben, der 2002 den Verkauf des Senf- und Essigimperiums Mautner Markhof Feinkost aus der Mautner Markhof AG an die Develey Senf & Feinkost abgewickelt hat. 2004 hatte Manfred Leo (III) die Geschäfte des verbliebenen Unternehmens und die Neuausrichtung übernommen. Aus dem Biergeschäft verabschiedete sich die Familie mit dem Verkauf der Brau Union an Heineken.
2005 Gründung der Mautner Markhof Industriebeteiligungs GmbH (MMIB), an der Manfred (II) 40 % und seine Söhne Manfred Leo (III) und Theodor je 30 % halten. Ebenfalls 2005 Gründung der Mautner Markhof AG (neu) und deren Tochter MATMAR SE. Diese Unternehmen gerieten 2008 in Konkurs.
Manfred Mautner Markhof junior wurde in der Familiengruft am Wiener Zentralfriedhof beigesetzt.

## Auszeichnungen
- 1992: Großes Goldenes Ehrenzeichen für Verdienste um die Republik Österreich[2][3]
- 1997: Großes Silbernes Ehrenzeichen mit dem Stern für Verdienste um die Republik Österreich[3]
- 1997: Komtur des Ordens vom Heiligen Papst Silvester[4]
- Großes Silbernes Ehrenzeichen für Verdienste um die Republik Österreich[2]
- Großes Ehrenzeichen des Landes Burgenland
- Goldenes Komturkreuz des Ehrenzeichens für Verdienste um das Bundesland Niederösterreich
- Goldenes Ehrenzeichen für Verdienste um das Land Wien
- Großes Verdienstkreuz des Verdienstordens der Bundesrepublik Deutschland
- Verdienstorden der Italienischen Republik
- japanischer Orden des Heiligen Schatzes
- libanesische Ehrenmedaille für Verdienste
- niederländischer Orden von Oranien-Nassau
- portugiesischer Verdienstorden um die Landwirtschaft und Industrie
- päpstlicher Orden des heiligen Gregor des Großen
- spanischer Orden Isabella der Katholischen